# Bei Hulsan Hu
Bei Hulsan Hu är en sjö i Kina. Den ligger i provinsen Qinghai, i den nordvästra delen av landet, omkring 520 kilometer väster om provinshuvudstaden Xining. Bei Hulsan Hu ligger 2 680 meter över havet. Arean är 83 kvadratkilometer. Den sträcker sig 11,7 kilometer i nord-sydlig riktning, och 13,0 kilometer i öst-västlig riktning.
Genomsnittlig årsnederbörd är 592 millimeter. Den regnigaste månaden är juli, med i genomsnitt 195 mm nederbörd, och den torraste är december, med 2 mm nederbörd.